# Vincolo
Un vincolo è una condizione che limita il moto di un corpo. In meccanica, essendo solo le forze capaci di modificare lo stato di quiete o di moto di un sistema, l'azione dei vincoli si applica attraverso un insieme di forze, dette forze vincolari o reazioni vincolari, che agisce sui punti del sistema, limitandone il moto.

## Tipi di vincolo
La presenza di vincoli si traduce in relazioni funzionali tra le coordinate generalizzate, non necessariamente le coordinate cartesiane, che generano lo spazio delle configurazioni al cui interno è descritto il moto del sistema.
A seconda del tipo di legame delle coordinate i vincoli si distinguono in:
- vincoli olonomi e bilateri: qualora la relazione funzionale sia del tipo {\displaystyle f({\vec {r}}_{1},{\vec {r}}_{2},...,{\vec {r}}_{n},t)=0}, ossia il vincolo dipende dalla posizione ed eventualmente dal tempo;
- vincoli olonomi integrabili: se dipendono dalle velocità e possono essere ricondotti alle posizioni, a meno di una costante, tramite integrali; esempio: un'asta rigida fissata a un estremo
- vincoli anolonomi: tutti quelli che non soddisfano relazioni funzionali del tipo sopra. esempio: La velocità del punto di contatto di  una sfera che rotola senza scivolare lungo una superficie stazionaria scabra è pari a zero.
- vincoli unilateri o unilaterali qualora la relazione funzionale sia del tipo {\displaystyle f({\vec {r}}_{1},{\vec {r}}_{2},...,{\vec {r}}_{n},t)\leq 0} oppure valga la disuguaglianza opposta. Questa disequazione definisce un dominio che ha come frontiera la rispettiva equazione per vincoli bilateri; nel caso di una superficie chiusa il dominio può essere esterno o interno a seconda del segno della disuguaglianza. Combinando equazioni e disequazioni si ottengono ancora vincoli unilaterali olonomi, ovvero che limitano lo spazio delle configurazioni accessibile, costituiti da una superficie con bordo o da un arco di curva. Esempio: il suolo.

A seconda della dipendenza dal tempo i vincoli si distinguono in:
- vincoli scleronomi o fissi se non dipendono dal tempo; esempio: un'asta rigida fissata a un estremo
- vincoli reonomi o mobili se dipendono dal tempo. Esempio: un anello che ruota a velocità angolare fissata.

A seconda della reazione vincolare che producono:
- vincoli lisci se la reazione vincolare è sempre diretta lungo la direzione della componente cinematica vincolata;
- vincoli scabri se la reazione vincolare ha anche componenti lungo direzioni delle componenti cinematiche non vincolate.

In meccanica razionale i vincoli sono descritti da relazioni funzionali che legano le coordinate {\displaystyle {\vec {x}}} del sistema meccanico.

## Sistemi vincolati
Un sistema vincolato è un sistema meccanico soggetto a vincoli cinematici. Le condizioni di vincolo si rappresentano attraverso relazioni funzionali che possono essere interpretate in senso geometrico. Nel caso di un sistema meccanico costituito da N punti materiali, un sistema di m vincoli olonomi e bilateri ha la seguente rappresentazione
{\displaystyle f_{1}({\vec {x}})=0,\dots ,{\vec {f}}_{m}({\vec {x}})=0}
Questa è interpretabile geometricamente come la rappresentazione matematica di una superficie in forma implicita immersa nello spazio 3N-dimensionale delle coordinate del sistema
{\displaystyle {\vec {x}}=(x_{1},y_{1},z_{1},\dots \,x_{N},y_{N},z_{N})\in \mathbb {R} ^{3N}}
Questa superficie ha dimensione {\displaystyle n=3N-m}, ed n è il numero dei gradi di libertà del sistema. La superficie stessa viene detta spazio delle configurazioni del sistema.
Un sistema con n gradi di libertà ha n coordinate indipendenti che, nel formalismo lagrangiano, rappresentano le {\displaystyle n=3N-r} coordinate generalizzate del sistema.

## Esempi di vincolo
1. Una particella vincolata a muoversi su una retta, le sue coordinate x e y (per esempio cartesiane) sono legate da una relazione del tipo: {\displaystyle y=mx+p}. Vincolo tipicamente olonomo.
2. Una particella vincolata a muoversi su una superficie dello spazio: {\displaystyle f(x,y,z)=0}.
3. Una particella che può muoversi nello spazio al di sopra di un piano è un tipo di vincolo unilatero rappresentato da un'ovvia disuguaglianza.
4. Il carrello (o appoggio semplice), un vincolo semplice che impedisce lo spostamento del punto vincolato lungo l'asse ortogonale al piano di scorrimento del carrello. Lascia al corpo due libertà di movimento: la traslazione lungo il piano di scorrimento del carrello e la rotazione attorno al punto vincolato. La reazione vincolare corrisponde a una forza applicata nel punto vincolato e diretta lungo la direzione ortogonale al piano di scorrimento. Il centro di istantanea rotazione può essere uno qualsiasi dei punti che appartengono all'asse ortogonale al piano di scorrimento.
5. La cerniera, un vincolo doppio che impedisce lo spostamento del punto vincolato lungo una qualsiasi direzione del piano del problema. Lascia il corpo libero di ruotare intorno al punto stesso. Reagisce con una forza applicata al punto e diretta secondo una qualsiasi direzione appartenente al piano del problema: questa forza può essere rappresentata dalle sue due componenti su due assi ortogonali. Il centro di istantanea rotazione coincide con la cerniera stessa.
6. L'incastro, un vincolo triplo che impedisce al corpo sia le due componenti di traslazione sia la rotazione. Reagisce attraverso due componenti di forza su due diverse direzioni e una coppia. Non c'è centro di istantanea rotazione perché l'incastro non permette movimenti.
7. Il pendolo (o biella) è un vincolo semplice equivalente al carrello: impedisce gli spostamenti del punto vincolato lungo l'asse della biella e permette al corpo gli spostamenti ortogonali a questo asse e la rotazione attorno al punto. Reagisce con una forza applicata al punto e diretta lungo l'asse della biella. Il centro di istantanea rotazione, come nel caso del carrello, può essere uno qualsiasi dei punti che appartengono all'asse ortogonale al piano di scorrimento.
8. Il doppio doppio pendolo (o doppio bipendolo o quadripendolo o pendolo improprio o pantografo) è un vincolo semplice che impedisce le rotazioni del corpo. Lascia libero il corpo di traslare. Reagisce tramite una coppia. Il centro di istantanea rotazione sono tutti i punti impropri del piano.
9. Il vincolo di puro rotolamento è un esempio di vincolo olonomo integrabile, in quanto anche se impone che la velocità nel punto di istantanea rotazione sia nulla si può comunque dedurre una relazione tra le sole coordinate del sistema a meno di una costante.

In meccanica razionale e in meccanica delle strutture, i vincoli più importanti sono: cerniera, incastro, appoggio semplice o carrello, puro rotolamento, doppio pendolo, doppio doppio pendolo.

## Sistemi vincolati
Un sistema vincolato è un sistema meccanico soggetto a vincoli cinematici. Le condizioni di vincolo si rappresentano attraverso relazioni funzionali che possono essere interpretate in senso geometrico.
Nel caso di un sistema meccanico costituito da N punti materiali, un sistema di m vincoli olonomi e bilateri avrà n gradi di libertà determinati tramite la legge {\displaystyle n=3N-m}.
Un sistema con n gradi di libertà avrà n coordinate indipendenti che, nel formalismo lagrangiano, rappresentano le coordinate generalizzate del sistema.
La superficie dove poggia il sistema viene detta spazio delle configurazioni del sistema.

## Vincoli perfetti
Nel caso di un sistema composto da un'unica particella P, se il vincolo è liscio e bilaterale, in ogni istante t, la reazione vincolare Φ su P è ortogonale al vincolo in P.
In particolare:
- se il vincolo è ﬁsso la velocità {\displaystyle {\bar {\mathbf {v} }}} di P, in ogni istante t, è tangente al vincolo in P, questo implica che la potenza esercitata dalla reazione vincolare è nulla poiché: {\displaystyle W^{\Phi }=\phi \cdot {\bar {\mathbf {v} }}=0}
- se il vincolo è mobile la velocità {\displaystyle {\bar {\mathbf {v} }}} di P è data dalla somma tra velocità di trascinamento del vincolo e velocità virtuale ({\displaystyle {\bar {\mathbf {v} }}={\bar {\mathbf {v} }}^{*}+{\widehat {\mathbf {v} }}}); rispetto al caso precedente sarà la velocità virtuale ad essere perpendicolare alla reazione vincolare rendendo la potenza virtuale nulla: {\displaystyle {\widehat {W}}^{\Phi }=\phi \cdot {\widehat {\mathbf {v} }}=0}

Sia dato questa volta un sistema di n particelle {\displaystyle P_{\alpha }} tale che {\displaystyle \alpha =1,2,...,N} soggette a vincoli bilaterali che causano sulle n particelle le reazioni vincolari {\displaystyle \phi _{\alpha }} con {\displaystyle \alpha =1,2,...,N}, I vincoli del sistema sono detti perfetti (o ideali) se vale la condizione seguente:
{\displaystyle {\widehat {W}}^{\phi }=\sum _{k=1}^{N}\phi _{k}.{\widehat {\mathbf {v} }}=0}
Quindi se la somma delle potenze virtuali del sistema generata dalle reazioni vincolari è nulla (non serve che tutte le potenze siano nulle e che quindi tutti i vincoli siano lisci, ma solo che la somma sia nulla).
In tutti i corpi rigidi i vincoli di rigidità sono perfetti.